# Ptilodactyla nitida
Ptilodactyla nitida là một loài bọ cánh cứng trong họ Ptilodactylidae. Loài này được DeGeer miêu tả khoa học năm 1775.